# RUS Quiévrain
RUS Quiévrain was een Belgische voetbalclub uit Quiévrain. De club was aangesloten bij de KBVB met stamnummer 70 en had rood en wit als kleuren. Het was een van de oudere clubs van het land, maar speelde altijd in de provinciale reeksen en verdween in 2008.

## Geschiedenis
In 1913 werd Union Sportive Quiévrainoise opgericht, dat in 1916 effectief lid werd van de Belgische voetbalbond. Men ging na de oorlog in de gewestelijke reeksen spelen. Na de Tweede Wereldoorlog, in 1945, vroeg men de koninklijke titel aan, die men in 1951 kreeg toegekend.
De club bleef de hele 20ste eeuw in de provinciale reeksen spelen. Men speelde er zelfs periodes in de allerlaagste provinciale reeksen, waar men ooit allerlaatste eindigde. In het begin van de 21ste eeuw kende de club problemen en hield uiteindelijk in 2008 op te bestaan. Het oude stamnummer 70 werd definitief geschrapt. RUS Quiévrain speelde op dat moment in Derde Provinciale.
In Baisieux, een deelgemeente van Quiévrain, speelde sinds eind jaren 60 AS Baisieux. Deze club was bij de KBVB aangesloten met stamnummer 7195 en ook actief in de lagere provinciale reeksen. In 2010 wijzigde deze club haar naam in AS Baisieux-Quiévrain 70, als verwijzing naar de club die een paar jaar daarvoor was verdwenen, en men ging in het oude stadion van Quiévrain spelen.